# Annabella
Annabella este un grup de întreprinderi ce activează în domeniul alimentar. Grupul operează un lanț de magazine cu același nume, o fabrică de conserve, o fermă și mai multe sere.

## Retail
Annabella (lanțul de magazine operat de grup) a atins 100 de stabilimente odată cu deschiderea Annabella Retail Park Horezu pe 31 mai 2023. Magazinele activează în 3 județe – Vâlcea, Argeș și Olt – cu 4 tipuri de magazine – Annabella A-Z, Annabella Fresh (destinat comerțului de fructe și legume),  Annabella (supermarket) și Annabella Express (magazin de proximitate).

## Fabrica de conserve
Fabrica de conserve Râureni fost achiziționată de grupul Annabella în 2008.

## Agricultură
Ferma Drăgășani a fost achiziționată în 2006 de Grupul Annabella. Ferma cuprinde o suprafață cultivată de peste 100 ha cât și o livadă de 70 ha cu pomi fructiferi.
Grupul deține 2 hectare de sere în localitatea Grădinari.